# Psilochorus pullulus
Psilochorus pullulus är en spindelart som först beskrevs av Nicholas Marcellus Hentz 1850.  Psilochorus pullulus ingår i släktet Psilochorus och familjen dallerspindlar. Inga underarter finns listade i Catalogue of Life.